# Place Diaghilev
La place Diaghilev est une voie située dans le quartier de la Chaussée-d'Antin du 9e arrondissement de Paris.

## Situation et accès

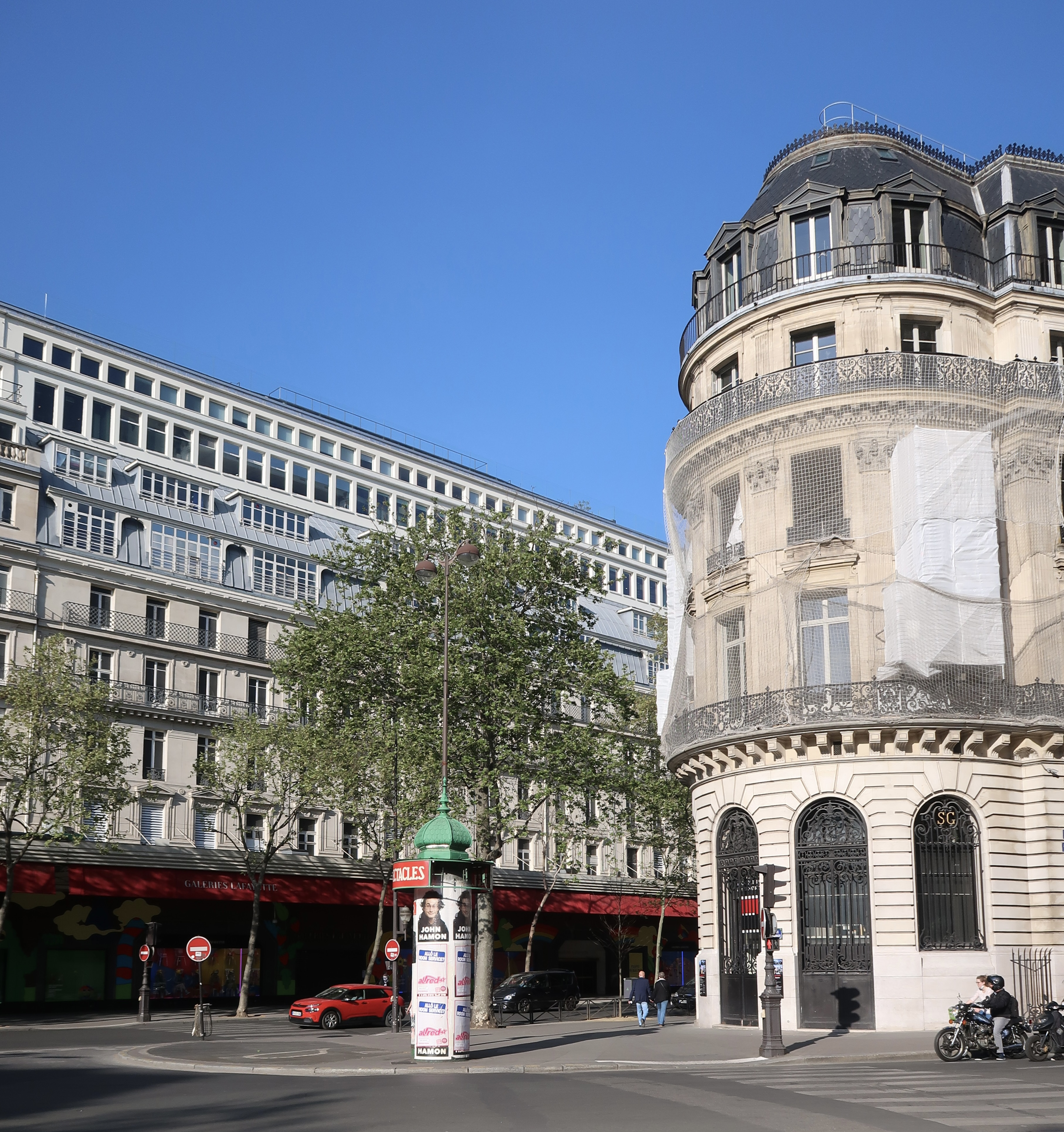
Au croisement du boulevard Haussmann.

La place Diaghilev est une voie publique située dans le 9e arrondissement de Paris. Elle se trouve au croisement du boulevard Haussmann, de la rue de Mogador, de la rue Gluck et de la rue Scribe.
Elle est desservie par les lignes 3 et 9 à la station Havre-Caumartin et 7 et 9 à la station Chaussée d'Antin - La Fayette.

## Origine du nom
Cette place doit son nom au créateur des Ballets russes, Serge de Diaghilev (1872-1929), en raison de la proximité du palais Garnier.

## Historique
L'espace est créé lors du percement des rues qui le bordent, vers 1865, et prend sa dénomination actuelle en 1965.

## Bâtiments remarquables et lieux de mémoire
- Le palais Garnier de l'Opéra de Paris.